# Tristramella
Tristramella ist eine zwei Arten umfassende Fischgattung aus der Familie der Buntbarsche (Cichlidae). Sie kommt im Nahen Osten, im See Genezareth, dem Chulasee im oberen Galiläa und im Gebiet des Jordan vor und ist damit nach ihrer Schwestergattung Iranocichla die zweite rein nahöstliche Gattung der Buntbarsche. Populationen in Sümpfen und Teichen rund um Damaskus sind ausgestorben. Die Gattung wurde zu Ehren des englischen Geistlichen, Bibelgelehrten, Forschungsreisenden und Ornithologen Henry Baker Tristram benannt.

## Merkmale
Die verschiedenen Arten und Unterarten der Gattung Tristramella erreichen eine Länge von 13 bis 28 cm. In den meisten Fällen haben die Fische 29 Wirbel, seltener 28 oder 30. Charakteristisch für die Gattung ist die spezielle Ausprägung der Gelenkfläche zwischen dem Schädel und den oberen Pharyngealia und die Bezahnung der Pharyngealia. Das vordere Ende der Schwimmblase wird durch eine knöcherne Apophyse gestützt, die vom dritten bis fünften Wirbel ausgeht, mit dem vierten Wirbel als wichtigsten Träger. Meistens ist diese Struktur stark asymmetrisch und linke und rechte Seite der Wirbel haben einen recht unterschiedlichen Anteil daran.
Wie bei allen Buntbarschen der Tribus Oreochromini handelt es sich bei Tristramella-Arten um Maulbrüter.

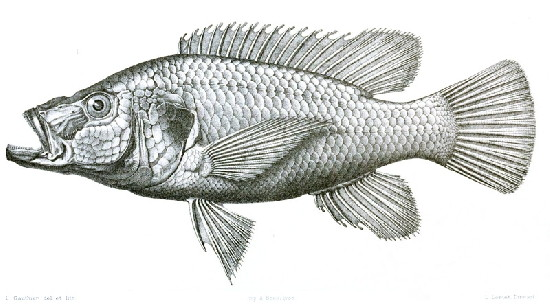
Tristramella sacra

## Arten
- † Tristramella sacra (Günther, 1864)
- Tristramella simonis (Günther, 1864)

Die IUCN listet die beiden ausgestorbenen Unterarten Tristramella simonis magdalenae und Tristramella simonis intermedia als eigenständige Arten.